# Giancarlo Judica Cordiglia
Giancarlo Judica Cordiglia (Torino, 30 settembre 1971) è un attore e drammaturgo italiano.

## Biografia
Figlio di Giovanni (1939-2024), perito fonico e fotografico, ha un fratello, Massimiliano. Diplomato nel 1993 alla scuola del Teatro Stabile di Torino diretta da Luca Ronconi, ha lavorato in numerose prodouzioni teatrali, molte delle quali con la regia dello stesso Ronconi, in Riccardo II con la regia di Gabriele Lavia, e in Bure Baruta, l'impresario delle Smirne, Le bel indifferent tutti con la regia di Davide Livermore.
Nel cinema ha lavorato con Carlo Lizzani in Hotel Meina, ne I demoni di San Pietroburgo di Giuliano Montaldo, in Valzer di Salvatore Maira; inoltre è nel cast di Solo un padre di Luca Lucini, L'uomo che ama di Maria Sole Tognazzi, e Giallo di Dario Argento.
Nel 1997 con Lorenzo Fontana e Olivia Manescalchi crea  114, un'associazione professionale intenta a produrre spettacoli teatrali, scrivere corto e lungometraggi, e a ridurre romanzi per la messa in scena.
Per il cinema ha scritto, diretto e interpretato 114 (centoquattordici), cortometraggio selezionato al Torino Film Festival del 1997.
In televisione ha partecipato per la Rai a Maria José - L'ultima regina di Carlo Lizzani, Un medico in famiglia e altre fiction.
Dal 1999 al 2008 ha interpretato il personaggio dello Gnomo Ronfo nella Melevisione, un programma televisivo per bambini di Raitre: questo programma era costituito in parte da un telefilm autonomo con una propria trama e personaggi, tra cui appunto quello di Cordiglia, e in parte da un contenitore in cui venivano trasmesse alcune serie animate per bambini.
Cordiglia ha al suo attivo anche una esperienza come speaker e doppiatore radiofonico.
Ha inoltre partecipato alle celebri serie televisive Casa Vianello e Boris, tuttavia in queste due serie la sua partecipazione non è stata continuativa come nella Melevisione, ma si è limitata a singoli episodi. Ha recitato anche nel telefilm a tematica adolescenziale Fuoriclasse.

## Filmografia

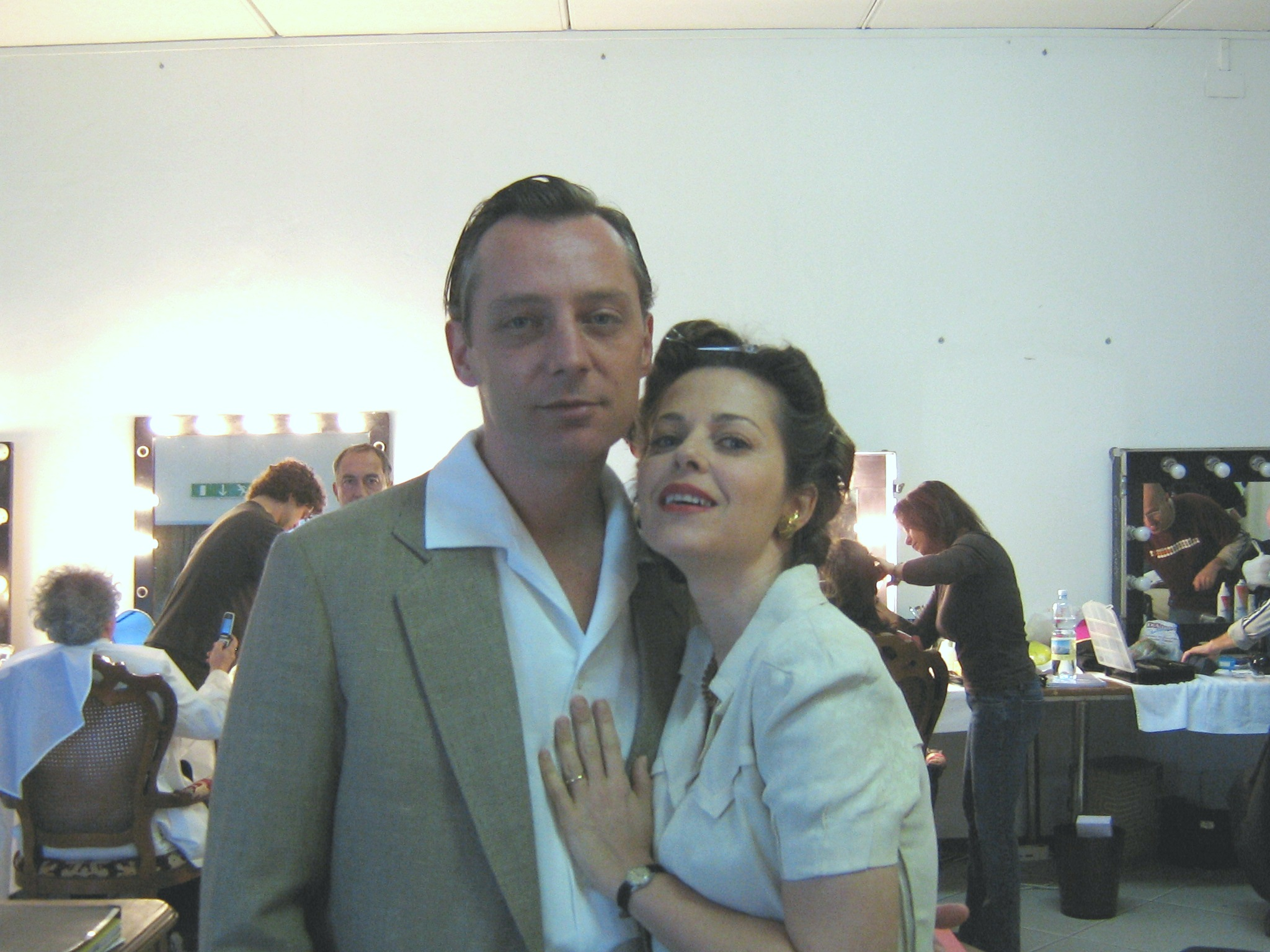
Giancarlo Judica Cordiglia e Gilda Postiglione sul set di Hotel Meina

### Cinema
- 114 (centoquattordici), regia di Lorenzo Fontana, Giancarlo Judica Cordiglia e Olivia Manescalchi - cortometraggio (1997)
- Hotel Meina, regia di Carlo Lizzani (2007)
- Valzer, regia di Salvatore Maira (2007)
- Golden Hays, regia di Max Croci - cortometraggio (2007)
- Solo un padre, regia di Luca Lucini (2008)
- Giallo, regia di Dario Argento (2009)
- Noi credevamo, regia di Mario Martone (2010)
- Il cantico di Maddalena, regia di Mauro Campiotti (2011)
- Fai bei sogni, regia di Marco Bellocchio (2016)
- Unfolded, regia di Cristina Picchi - cortometraggio (2019)
- L'uomo sulla strada, regia di Gianluca Mangiasciutti (2022)

### Televisione
- Casa Vianello – serie TV, episodi 2x21 (1988)
- Melevisione – programma TV (1999)
- Un medico in famiglia – serie TV, episodi 3x8 (2001)
- Il bello delle donne – serie TV, episodi 1x12 (2001)
- Cuori rubati – serie TV, episodi 1x208 (2002)
- Maria José - L'ultima regina, regia di Carlo Lizzani – miniserie TV (2002)
- Elisa di Rivombrosa – serie TV, 4 episodi (2003-2004)
- Boris – serie TV, episodio 2x13 (2008)
- Enrico Mattei - L'uomo che guardava al futuro, regia di Giorgio Capitani (2009)
- La donna velata, regia di Edoardo Margheriti (2010)
- Il commissario Nardone – serie TV (2012)
- Un mondo nuovo, regia di Alberto Negrin (2014)
- Un passo dal cielo – serie TV, episodi 3x9 (2015)
- Don Matteo – serie TV, episodi 10x11 (2016)
- Che Dio ci aiuti – serie TV, episodi 4x2 (2017)
- Cuori, regia di Riccardo Donna - serie TV, episodio 1x03 (2021)

## Teatro
- Calderon di Pier Paolo Pasolini, regia di Luca Ronconi (1990)
- Pilade di Pier Paolo Pasolini, regia di Luca Ronconi (1993)
- Venezia salva di Simone Weil, regia di Luca Ronconi (1993)
- Alcassino e Nicoletta, regia di Mauro Avogadro (1993)
- Ubu re di Alfred Jarry, regia di Armando Pugliese (1994)
- Street Scene di Elmer Rice, regia di Giorgio Gallione (1995)
- La vita offesa, regia di Mauro Avogadro (1995)
- Peer Gynt di Henrik Ibsen, regia di Luca Ronconi (1996)
- I fanatici di Robert Musil, regia di Antonio Sixty (1996)
- Teorema di Pier Paolo Pasolini, regia di Luca Ronconi (1996)
- Riccardo II di William Shakespeare, regia di Gabriele Lavia (1997)
- Le cugine di Italo Svevo, regia di Massimo De Francovich (1997)
- Guerra e pace di Lev Tolstoj, regia di Mauro Avogadro (1997)
- Novecento - Viaggio sulla letteratura, Festival delle colline, regia di Sergio Ariotti (1999)
- Una presunta possessione, tratto da I diavoli di Ludoun di Aldous Huxley, regia di 114 - Teatro Regio Torino (2000)
- I luoghi di Fenoglio, spettacolo itinerante nei luoghi dell'autore per il festival teatrale del Premio Grinzane Cavour, regia di 114 (2000)
- L'ultima cena di Dan Rosen, regia di 114 (2001)
- Almost Blue di Carlo Lucarelli, riduzione e regia di 114 - Teatro Regio Torino (2001)
- Sex - In due si è pochi, in tre si è troppi, regia di 114 (2001)
- Un giorno dopo l'altro di Carlo Lucarelli, riduzione e regia di 114 (2002)
- Lato destro di Gianluca Floris, regia di Lorenzo Fontana – Teatro Baretti (2005)
- Le bel indifferent di Jean Cocteau, regia di Davide Livermore – Teatro Stabile Torino e Teatro Baretti (2006)
- Peter Pan di J. M. Barrie, regia di Davide Livermore, Fondazione Teatrodue - Parma (2006)
- Punto di domanda di Olivia Manescalchi, regia di 114 – Teatro Baretti (2006)
- Maria Stuarda di Friedrich Schiller, regia di Davide Livermore - Teatro Nazionale di Genova (2022)